# Оглторпский университет
Оглторпский университет (англ. Oglethorpe University) — американский университет (гуманитарный колледж) в Брукхейвене, штат Джорджия.
Назван в честь генерала Джеймса Эдварда Оглторпа, основателя колонии Джорджия. Аккредитован Южной ассоциацией колледжей и школ. В Оглторпском университете находится Крипта цивилизации.

## История и деятельность
Университет был основан в 1834 году в Мидуэе, к югу от Милледжвилля — тогдашней столицы штата Джорджия. На момент создания учебное заведение управлялась пресвитерианской церковью, что делало его одним из первых конфессиональных учреждений Юга. Гражданская война в США привела к закрытию школы в 1862 году.
Когда столица штата была перенесена в Атланту, туда перевели и университет. Колледж последовал за переносом столицы в Атланту. В 1870 году он начал проводить занятия в том месте, где сейчас находится городская ратуша. Во второй раз школа закрывалась из-за финансовых трудностей в 1872 году.
Университет был преобразован в неконфессиональное учреждение в 1913 году Торнуэллом Джейкобсом. В 1915 году был заложен университетский кампуса на его нынешнем месте на Peachtree Road в Брукхейвене. Инициатором нового места расположения был Торнуэлл Джейкобс, проработавший президентом Оглторпского университета тридцать лет.
В 1936 году медиамагнат Уильям Херст подарил университету 400 акров земли, а в 1948 году сделал пожертвование в размере 100 000 долларов. Впоследствии административное здание университета было названо в честь его матери — Фиби Херст.
Университет сменил свой статус на колледж в 1965 году, но в 1972 году снова стал университетом. Здания университетского кампуса построены в архитектурном стиле неоготики. Территория кампуса площадью 100 акров (0,40 км²) и внесена в Национальный реестр исторических мест США.
В университете имеются студенческий братства — Alpha Phi Alpha, Chi Phi, Delta Sigma Phi, Sigma Alpha Epsilon и сестринства — Alpha Kappa Alpha, Alpha Sigma Tau, Chi Omega, Epsilon Iota Psi, Sigma Sigma Sigma.

## Выпускники
См. Выпускники Оглторпского университета